# Dorfkirche Dambeck (Salzwedel)

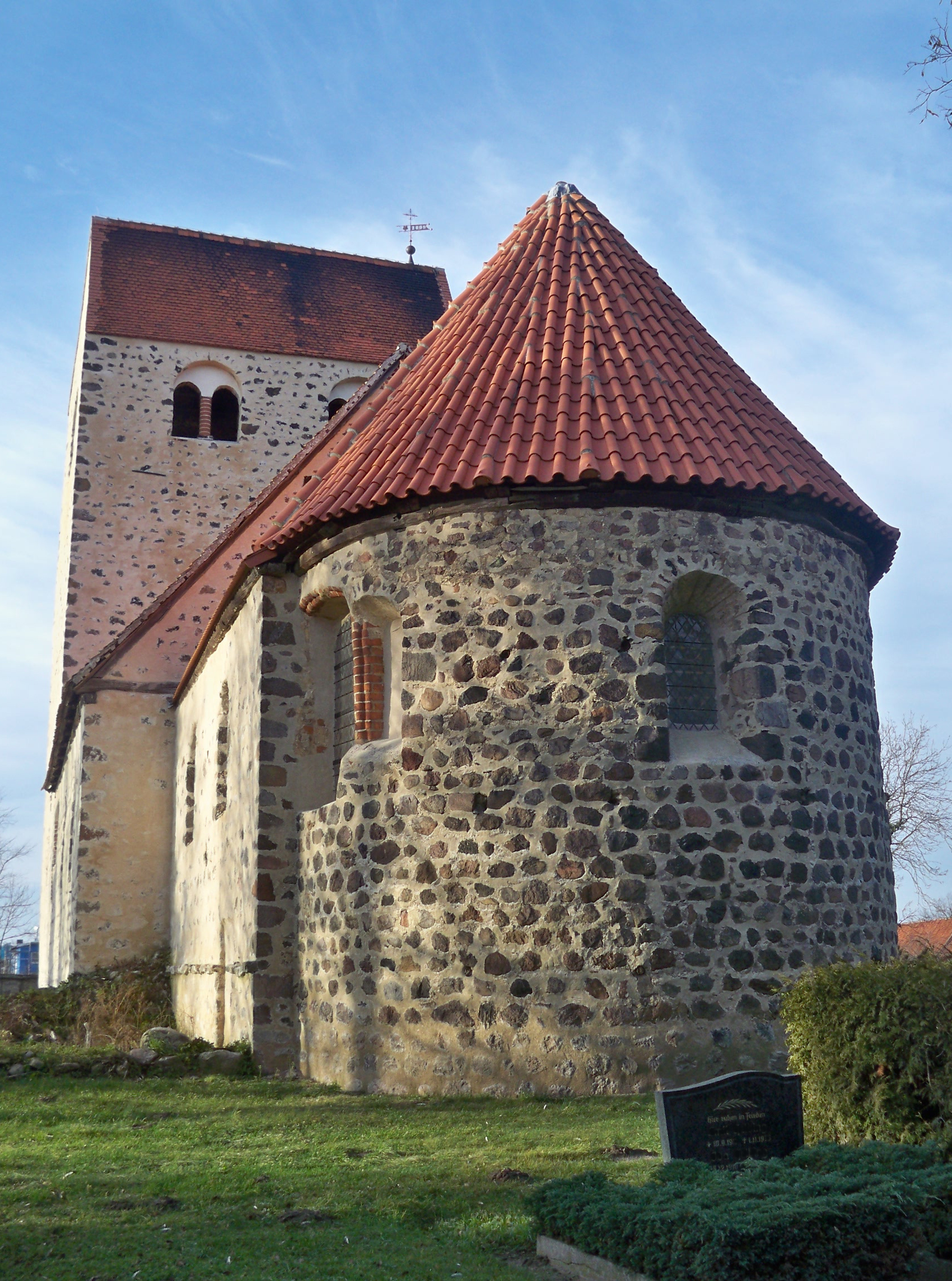
Kirche von Osten nach der Renovierung 2011

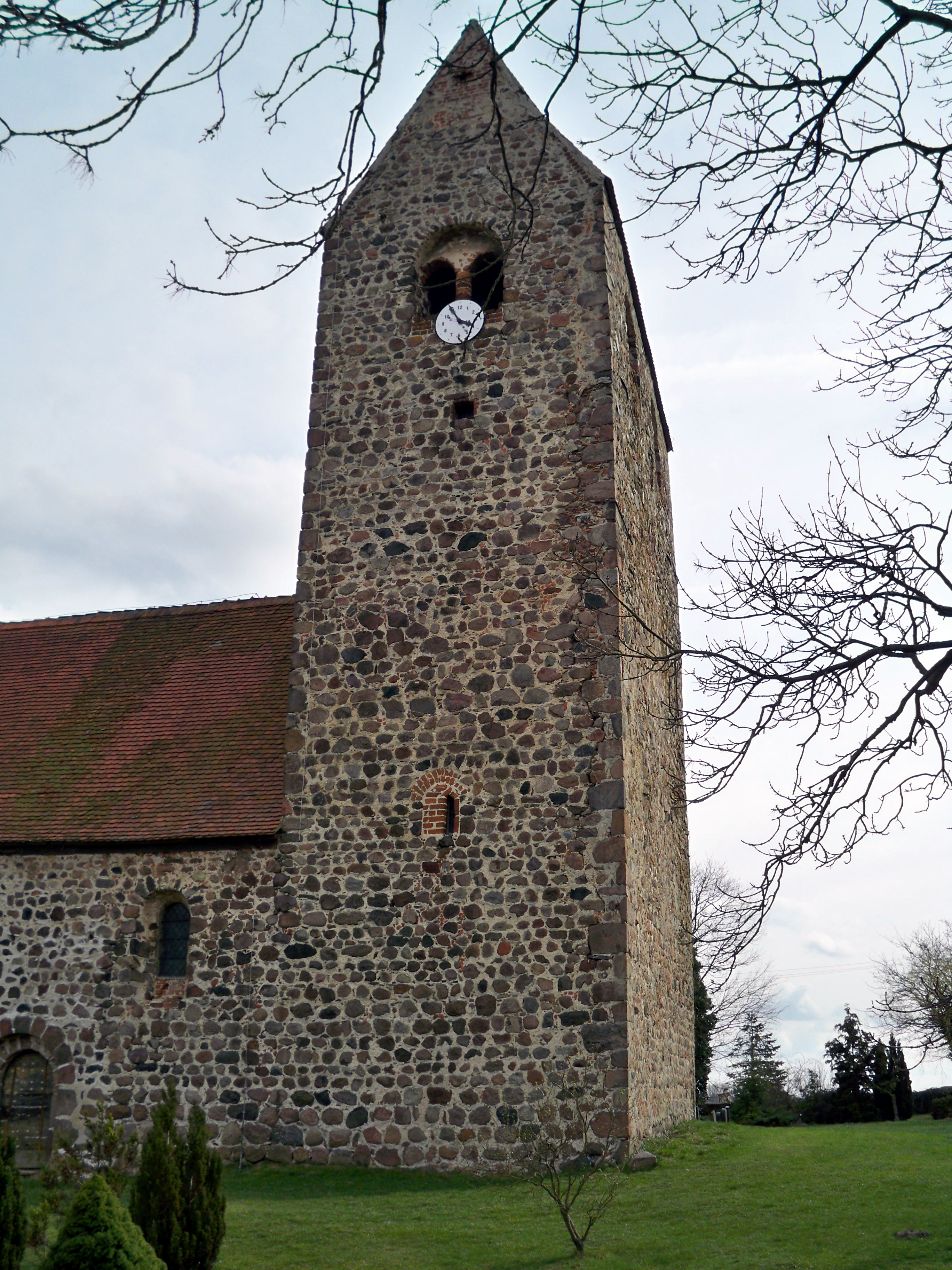
Turm der Kirche von Norden

Die Dorfkirche Dambeck ist eine romanische Feldsteinkirche im Salzwedeler Stadtteil Dambeck im Nordwesten Sachsen-Anhalts. Sie ist weitgehend in der ursprünglichen Form erhalten.

## Geschichte
Die Kirche wurde in der zweiten Hälfte des 12. Jahrhunderts gebaut. Das Dorf Dambeck liegt in der Altmark, wo es damals häufig zu kriegerischen Handlungen kam. Die Funktion der Kirche als Wehrkirche ist umstritten. Während ihres Bestehens erfuhr die Kirche nur wenige Veränderungen. So sind die rundbogigen gekuppelten Schallöffnungen am Turm sowie die Fensteröffnungen des Kirchenschiffs noch in der ursprünglichen Form erhalten. Im 16. Jahrhundert wurde ein kleiner Fachwerkvorbau am Chor angefügt.
Der spätere Bischof Ludolf Hermann Müller wirkte von 1908 bis 1917 als Pastor an der Dambecker Kirche. Heute gehört die Kirche zum Pfarrbereich Apenburg im Kirchenkreis Salzwedel der Evangelischen Kirche in Mitteldeutschland. 2011 wurde die Kirche von außen renoviert. Ab 2018 soll auch der Innenraum instand gesetzt werden.

## Lage, Architektur und Ausstattung

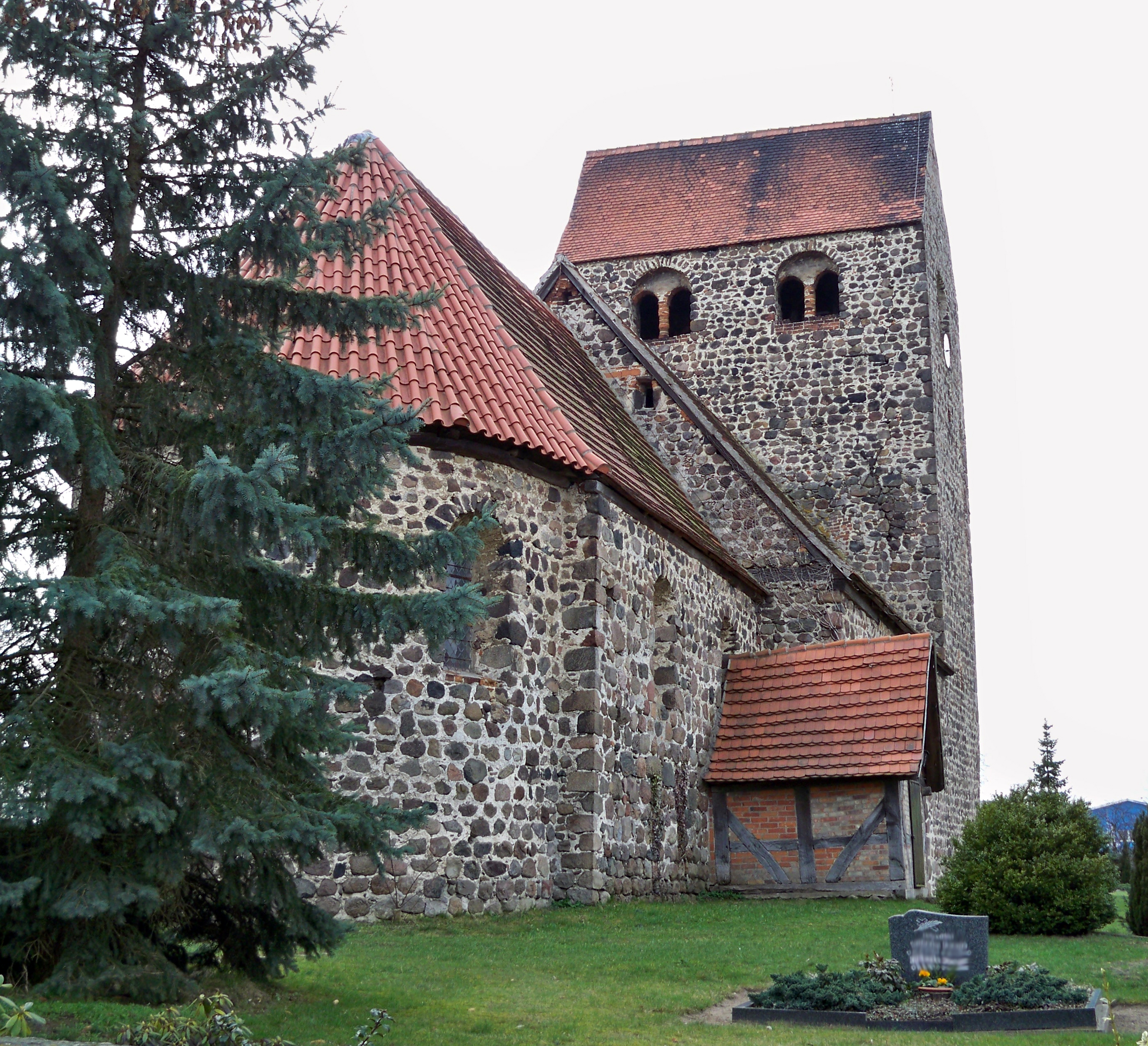
Dambecker Kirche von Nordosten

Die Dambecker Kirche liegt inmitten des Dorfes Dambeck etwa 50 Meter südlich der Dorfstraße. Die Kirche wurde als romanische, vierteilige, vollständige Anlage mit – von West nach Ost – querrechteckigem Turm, Schiff, Chor und Apsis errichtet, während die meisten anderen Feldsteinkirchen des damaligen Bistums Verden drei- bis einteilig gebaut wurden. Der Turm ist rund 15 Meter hoch. Die Decke im Innenraum der Kirche ist eine gerade Holzbalkendecke.
In der Kirche befindet sich ein Schnitzaltar vom Ende des 15. Jahrhunderts. Sein Mittelschrein stellt eine Mondsichelmadonna im Strahlenkranz zusammen mit Ursula und Katharina dar. In den beiden Flügeln sind die zwölf Apostel dargestellt. Von der Decke des Chorraums hängt ein detailliert geschnitzter Taufengel. Die hölzerne Kanzel stammt aus der zweiten Hälfte des 17. Jahrhunderts. Im Fußboden liegen sechs Grabsteine aus dem Barock, an einer Wand hängen zwei hölzerne Epitaphien. Die Wände sind weiß getüncht. Auf der Orgelempore befindet sich ein bleiverglastes Fenster mit einem Wappen von 1863. Das alte Hauptportal ist aus Eichenholz gefertigt und lässt sich von außen nicht mehr öffnen.

## Nutzung
Nördlich und südlich der Kirche liegt der Dambecker Friedhof. Ein Grabstein erinnert an neun frühere Insassen des Außenlagers Salzwedel des Konzentrationslagers Neuengamme, die dort beerdigt wurden.